# New Bloomfield
New Bloomfield – miasto w Stanach Zjednoczonych, w stanie Missouri, w hrabstwie Callaway.